# Aloe boehmii
Aloe boehmii é uma espécie de liliopsida do gênero Aloe, pertencente à família Asphodelaceae.